# Songrim
Songrim (eller Songnim, koreanska 송림시) är en stad i provinsen Norra Hwanghae i Nordkorea. Befolkningen uppgick till 128 831 invånare vid folkräkningen 2008, varav 95 878 invånare bodde i själva centralorten. Staden är belägen vid Taedongfloden, någon mil söder om Pyongyang.